# Унгарски национален музей
Унгарският национален музей (на унгарски: Magyar Nemzeti Múzeum) е основан през 1802 г.
Той е националният музей за история, изкуство и археология на Унгария, включително за области извън съвременните граници на Унгария, като Трансилвания; отделено от колекцията международно изкуство в Унгарската национална галерия. Музеят се намира в Будапеща, в неокласическа сграда, специално построена от архитекта Михали Полак в периода 1837 – 1847 г.

## История
Унгарският национален музей датира от 1802 г., когато граф Ференц Сечени създава Националната библиотека „Сечени“. Година по-късно съпругата на графа дарява колекция минерали, което води до създаването на Унгарския национален музей като общ исторически и природонаучен музей, не просто библиотека. През 1807 г. унгарският национален парламент приема законодателство за новата институция и отправя молба към народа да подпомогне с дарения музея.
Унгарският парламент от 1832 – 1834 г. също помага за разрастването на музея като гласува отпускането на половин милион форинта за подпомагане на изграждането на нова сграда за музея. Междувременно към Унгарския национален музей официално е създаден Унгарски национален исторически музей. По-късно, през 1846 г., музеят се премества на действащата сграда в неокласически стил на ул. „Музеум“ № 14 – 16.
През 1848 г. Унгарският национален музей играе важна роля в Унгарската революция. Революцията е частично подтикната от четенето на 12-те точки на Шандор Петьофи и известната поема Nemzeti dal на предните стъпала на музея. Това превръща музея в централен обект с национално значение и идентичност за Унгария. В памет на революцията към музея са добавени две статуи: първата на Янош Аран, открита през 1883 г., а втората на Шандор Петьофи, поставена през 1890 г. до стълбите на музея. Също така Горната камара на парламента провежда своите сесии в Церемониала на музея докато се строи новата сграда на парламента. Днес пред музея се провеждат тържества в памет на революцията от 1848 г.
През 1949 г. етнографската и природонаучната част на Унгарския национален музей са отделени от главния музей и формират два нови музея – Унгарския природонаучен музей и Етнографския музей. Това допринася и за създаването на съвременната Национална библиотека „Сечени“. Всички тези отделни музеи все още са свързани помежду си, както и с други музеи и паметници. Най-новото допълнение е музеят към замъка в Естергом, който се присъединява към мрежата през 1985 г.

## Изложби
Унгарският национален музей има седем постоянни изложби. Общата история на Унгария е обхваната в два раздела: на първия (приземен) етаж са представени археологическите находки от праисторията до аварския период, завършващ през 804 г. сл. н. е. („На границата изток – запад“), а на първия етаж е представена историята от 804 г. до съвремеността. Втората изложба обхваща теми като епохата на Арпадите, дългата турска окупация, Трансилвания и Кралство Унгария. По-съвременната част от историята започва с войната за независимост на Ракоци, показвайки различни части от неговото военно облекло и различни монети. Историческият раздел завършва с възхода и падането на комунистическата система в Унгария. В друга зала на втория етаж са представени приносите на различни унгарски учени. В една от стаите на първия етаж е изложена средновековната мантия, носена при коронации на унгарските владетели.
Постоянната експозиция на приземния етаж е фокусирана върху средновековни и ранномодерни каменни надписи и резби. Тази изложба разглежда различни каменни реликви и резбите, които са направени в тях. По-голямата част от предметите в тази колекция са открити през 60-те и 70-те години на XX век, в хода на търсенето на реликви след Втората световна война. Последната постоянна експозиция е разположена в сутерена на музея и представя римски лапидарий – колекция от древни римски каменни надписи и резби.

## Сграда
Сградата, в която в момента се намира Унгарският национален музей, е построена през 1837 – 1847 г. Стилът на основната сграда е неокласически, като впоследствие други творци добавят статуи, картини и архитектурни елементи в други стилове. Статуите на Портика са направени от Рафаел Монти от Милано. Една от тях е известна статуя на алегоричната фигура на Унгария, държаща щит с унгарския герб върху него. Отстрани на тази фигура има статуи, представящи превъплащенията на Науката и Изкуството. Картините на стълбището и на тавана от 1875 г. насам са дело на Кароли Лодз и Мор Тан. Има и градина, в която се провеждат различни концерти. Тук са се изявявали различни изпълнители, включително Ференц Лист. Днес в градината се провежда Празникът на музеите.
Сцени от филма „Евита“ (пренасянето на ковчега на Ева Перон, за да бъде положен за поклонение) с участието на Мадона са заснети на централното стълбище на музея.

## Противоречия
На 28 октомври 2023 г. унгарското министерство на културата и иновациите нарежда на музея да забрани достъпа на непълнолетни до годишната временна изложба на World Press Photo на основание унгарския закон за защита на детето от „сексуална пропаганда“. Изложбата, която включва пет снимки на възрастни членове на ЛГБТК+ общността във Филипините, направени от Хана Рейес Моралес, е предмет на оплакване от депутата Дора Дуро от крайнодясното движение „Наша родина“. Изпълнителният директор на World Press Photo Джумана Ел Зейн Хури изразява изненада от решението, като посочва, че в изображенията няма нищо непристойно или обидно. В отговор музеят заявява, че „не може законно да изпълни“ заповедта, тъй като не може да изисква лични карти. По-късно е публикувано съобщение на уебсайта на музея и на входа на изложбата, че колекцията е ограничена до посетители над 18 години.
На 6 ноември министърът на културата Янош Чак уволнява директора на музея Ласло Симон, който поема поста за петгодишен мандат през 2021 г., позовавайки се на неспазването на споменатия закон и „участие в поведение, което прави невъзможно [директорът] да продължи работата си“. В отговор Саймън пише, че не може да „приеме“ решението и твърдо отхвърля „идеята, че децата ни трябва да бъдат защитени от мен или от институцията, която управлявам“.

## Галерия

### Археологическа сбирка
- Женска фигура от неолита
- Женска фигура от неолита
- Скелет от бронзовата епоха (?)
- Каменна глава / идол от желязната епоха
- Удължен череп, женски, следримски период

### Портрети
- Портрет на Сюлейман Великолепни (1494 – 1566)
- Портрет на Фердинанд I, император на Свещената Римска империя, ок. 1530 г.
- Лайощ II от Унгария, XVI век
- Мария Кристина, херцогиня на Тешен, Мартин ван Майтенс, 1750 г.
- Г-жа Шодел в ролята на Елизабет Силаджи, Миклош Барабас, 1852 г.
- Портрет на императрица Елизабет Австрийска, Йозеф Вайднер, 1855 г.

### Картини
- Лайош II и Мария Унгарска, неизвестен художник, ок. 1515 г.
- Сребърна мина, Кутна Хора, неизвестен художник, XV век
- Обсада на Буда (1686 г.), Франс Гефелс, XVII век
- Дама в бяла дантелена рокля, Ернестин Сехваг, XIX век